# Менезис, Валеска
Валеска дус Сантус Менезис, более известная как Валескинья (порт. Valeska dos Santos Menezes (Valeskinha); 23 апреля 1976, Нитерой, штат Рио-де-Жанейро, Бразилия) — бразильская волейболистка, центральная блокирующая. Олимпийская чемпионка 2008.

## Биография
Валеска дус Сантус Менезис родилась в спортивной семье. Её мать — Аида дус Сантус — бывшая волейболистка и легкоатлетка, участница двух Олимпийских игр (в 1964 стала 4-й в соревнованиях по прыжкам в высоту, в 1968 участвовала в турнире пятиборок). Волейболом Валеска начала заниматься в родном Нитерое и вскоре была приглашена в Рио-де-Жанейро в молодёжную команду клуба «Ботафого». В 1994 была принята в команду «Пиньейрос» из Сан-Паулу, в составе которой дебютировала в чемпионате Бразилии. Годом ранее состоялся международный дебют волейболистки в составе юниорской сборной Бразилии, с которой она приняла участие в чемпионате мира среди девушек. В 1994—1995 Валеска выступала уже за молодёжную сборную Бразилии, с которой в 1994 стала чемпионкой Южной Америки, а спустя год — серебряным призёром чемпионата мира.
На протяжении десяти сезонов — с 1997 по 2007 годы — Валескинья (закрепившееся за волейболисткой прозвище — производное от имени) играла за ряд сильнейших команд Бразилии — «Рексона-Парана», «Фламенго», «Озаску», в составе которых 6 раз становилась чемпионкой страны. В 2007—2008 играла в Италии за «Асистел Воллей» из Новары, а в 2008—2010 — в Турции. В 2010 Валескинья вернулась в Бразилию, где 4 сезона выступала за «Унилевер» из Рио-де-Жанейро, с которым ещё трижды выигрывала «золото» национального первенства и один раз — высшие награды на клубном чемпионате Южной Америки. В 2014—2016 играла за «Волей Бауру», а с января 2017 выступает за команду из Куритибы во втором по значимости дивизионе чемпионата Бразилии — серии «В» суперлиги.
В 2002 Валескинья дебютировала в национальной сборной Бразилии, приняв участие сначала в Гран-при, а затем в чемпионате мира, проходившем в Германии. Всего за сборную Бразилии спортсменка выступала на протяжении 7 сезонов, а после победы на Олимпиаде-2008 в Пекине приняла решение о завершении карьеры в национальной команде (всего участвовала в двух Олимпиадах). Всего же в составе сборной волейболистка стала обладателем 10 золотых медалей на мировых и континентальных соревнованиях. Несмотря на небольшой для центрального блокирующего рост (180 см), Валескинья по праву считалась одной из лучшей в своём амплуа. Дважды она признавалась лучшей блокирующей на международных соревнованиях уровня сборных — на Гран-при 2002 и Кубке мира 2003. 

### Клубная карьера
- 1994—1997 —  «Пиньейрос» (Сан-Паулу);
- 1997—2000 —  «Рексона-Парана» (Куритиба);
- 2000—2001 —  «Фламенго» (Рио-де-Жанейро);
- 2001—2007 —  БКН/«Финаса-Озаску» (Озаску);
- 2007—2008 —  «Асистел Воллей» (Новара);
- 2008—2009 —  «Каршияка»;
- 2009—2010 —  «Галатасарай» (Стамбул);
- 2010—2014 —  «Унилевер» (Рио-де-Жанейро);
- 2014—2016 —  «Волей Бауру» (Бауру);
- 2017-2022 —  «Куритиба» (Куритиба).

## Достижения

### Со сборными Бразилии
- Олимпийская чемпионка 2008.
- серебряный призёр Кубка мира 2003.
- победитель розыгрыша Всемирного Кубка чемпионов 2005;
- 4-кратная чемпионка Мирового Гран-при — 2004, 2005, 2006, 2008;
- двукратная чемпионка Южной Америки — 2003, 2005.
- победитель розыгрыша Панамериканского Кубка 2006.
- победитель розыгрыша Кубка «Финал четырёх» 2008.
- серебряный призёр чемпионата мира среди молодёжных команд 1995.
- чемпионка Южной Америки среди молодёжных команд 1994.

### С клубами
- 9-кратная чемпионка Бразилии — 1998, 2000, 2001, 2003—2005, 2011, 2013, 2014;
  - 5-кратный серебряный призёр чемпионатов Бразилии — 1999, 2002, 2006, 2007, 2012.
- бронзовый призёр Лиги чемпионов 2008;
- бронзовый призёр Кубка вызова ЕКВ 2010;
- чемпионка Южной Америки среди клубных команд 2013.

### Индивидуальные
- 2002: лучшая блокирующая Мирового Гран-при.
- 2003: лучшая блокирующая Кубка мира.
- 2010: лучшая на приёме Кубка вызова ЕКВ.